# Мария Альохина
Марѝя Владѝмировна Альо̀хина (на руски: Мари́я Влади́мировна Алёхина) е руска общественичка и музикантка.

## Биография
Альохина е родена в Москва на 6 юни 1988 г.
След 2008 г. участва в екологични и благотворителни организации, след 2011 г. е във феминистката пънк група Pussy Riot.
През 2012 г. е осъдена на 2 години затвор за хулиганство след антиправителствена акция на Pussy Riot в московската катедрала „Христос Спасител“. Амнистирана е през 2013 г. Фактически прекарва в затвора 1 година и 9 месеца. След освобождаването ѝ се занимава с правозащитна дейност.

### Личен живот
Альохина се самоопределя като християнка, но категорично не подкрепя практиките на руската православна църква.
Пред 2008 г. ражда син Филип от връзката си с Никита Демидов.
Обвързана е с Луси Щайн от февруари 2021 г.
През април 2022 г. Альохина напуска Русия, след като властите обявяват, че ще бъде изпратена в наказателна колония, вместо да бъде оставена под домашен арест. С помощта на приятели, измежду които исландския певец Рагнар Кяртансон, Альохина се дегизира като доставчик на храна и пътува през Беларус и Литва, за да стигне до Исландия.